# 第一薬科大学付属高等学校
第一薬科大学付属高等学校（だいいちやっかだいがくふぞくこうとうがっこう）は、福岡県福岡市南区玉川町に所在する私立高等学校。運営母体は都築学園グループの学校法人都築学園。
以前は第一経済大学付属高等学校と称していた。

## 概要
2007年4月、第一経済大学が福岡経済大学（現日本経済大学）に改称されると、第一経済大学付属高等学校から第一薬科大学付属高等学校に改称された。いずれの学校も都築学園グループには属するが、第一経済大学は学校法人都築育英学園が運営しており、第一薬科大学と第一経済大学付属高校は学校法人都築学園が運営している。そのため、第一経済大学付属高等学校は別法人の運営する大学名を冠していたことになる。運営上の合理化のため、第一経済大学が福岡経済大学に改称されるのにあわせて、運営母体を同じくする第一薬科大学の名を冠した現校名に改称された（但し、公式ページでは、「付属大学の日本経済大学」（福岡経済大学/2010年4月改称）との「大学直結型の授業を展開」とあり、「第一薬科大学」については、グループ校である日本薬科大学、横浜薬科大学と共に「姉妹校」という表記がある）。
福岡第一高等学校とは運営母体を同じくする純粋な姉妹校にあたり、同校とはグラウンドを挟んで100m程しか離れていないため、外部者からは福岡第一高校と混同されていることが多い。

## 制服
福岡第一高校と同じく森英恵によるデザイン。ただしネクタイの色が違うので、どちらの高校の生徒なのかを判別できるようになっている（3色あるが、3色である理由については福岡第一高等学校#制服を参照）。

## 沿革
- 1966年 - 福岡第一高等学校商業科より分離独立し、福岡第一商業高等学校として発足。同年新年度から学校教育開始。
- 1995年 - 校名を第一経済大学付属高等学校に改称。
- 2007年4月 - 校名を第一薬科大学付属高等学校に改称。
- 2014年1月 - 広域通信制認可決定（広域通信制の設置により、従前の校舎は、通信制課程においては「福岡キャンパス」と名づけられる）。
- 2014年7月31日 - 日本経済大学大学院（東京都渋谷区）の隣接地を「渋谷キャンパス」とし、竣工式が行われる。
- 2014年10月8日 - 「渋谷キャンパス」でのスクーリングが始まる。

## 学科
福岡県下（九州）で唯一芸能人を育成するコースである「芸能コース」がある。
- 全日制課程
  - 普通科
    - 普通コース
    - 薬進コース
    - 芸能コース

  - AIビジネス科
    - ビジネスコース
    - 食ビジネスコース
    - ビューティービジネスコース

  - 保育科
    - 保育コース
    - 動物愛育コース
- 広域通信制課程
  - 普通科

## 教育方針

### パラマ入試
福岡第一高校と同じく、一般試験のほかにパラマ入試と呼ばれる方式を採っている（詳しくは福岡第一高等学校#入学試験の項目を参照）。

### 校則など
- 携帯電話の持込は許可されているが、使用は禁止されている。
- 月に1回風紀検査（眉毛、頭髪、制服（ベルト、カッター、靴、靴下のチェック））があり、再検査を2回以内で改善しないと停学扱いになる。化粧品等のアクセサリーは没収次第処分される。

## 学校行事
- 体育祭
- 球技大会
- パラマ祭(学園祭)

## 姉妹校・提携校
- アメリカ合衆国
  - セントフランシス高校
  - リンデンホール高校
- カナダ
  - ウエストバンクーバー高校
  - DWポピー高校
  - 東ヨーク教育委員会
- オーストラリア
  - ツーラック・カレッジ
  - フランクストン・カレッジ
  - ブリスベン高校
- ニュージーランド
  - ケルストン高校
- 中華民国
  - 南台技術学院大学

## 主な系列校
- 第一薬科大学
- 日本薬科大学
- 横浜薬科大学
- 日本経済大学
- 第一工業大学
- 福岡医療福祉大学
- 神戸医療福祉大学
- 福岡こども短期大学
- 第一幼児教育短期大学
- 福岡第一高等学校
- 鹿児島第一高等学校
- 鹿児島第一中学校
- リンデンホールスクール小学部
- リンデンホールスクール中高学部

## 通学手段など
- 生徒の主な通学手段
  - 鉄道：西鉄天神大牟田線
  - バス：西鉄バス
- 最寄り鉄道駅など：
  - 西日本鉄道高宮駅
  - 西鉄バス 野間四角・清水町・薬大前バス停

- その他、スクールバスが5台運行されている。 （部活動生は使用不可）
  - 東区コース
  - 早良区コース
  - 西区コース
  - 久留米コース
  - 朝倉コース

## 著名な出身者

### 歌手
- 氷川きよし
- 絢香（高校2年時に大阪府立門真なみはや高等学校から転入）
- 廣瀨真人（BE:FIRST）
- CHIKA（HANA）
- 小津和涼（シンガーソングライター）

### タレント
- 中村知世
- スザンヌ
- 西内ひろ
- 西田奈津美
- 重盛さと美（クラーク記念国際高等学校へ転校）
- ヒラヤマン
- 田中菜津美（元HKT48）
- 松本日向（元HKT48）
- 熊沢世莉奈（元HKT48）

### アイドル
- 村川緋杏（CANDY TUNE)
- 松下唯（元SKE48）
- 穴井千尋（元HKT48）
- 植木南央（元HKT48）
- 兒玉遥（元HKT48）
- 宇井真白（元HKT48）
- 梅本泉（元HKT48）
- 岡田栞奈（元HKT48）
- 後藤泉（元HKT48）
- 筒井莉子（元HKT48）
- 本村碧唯（元HKT48）
- 秋吉優花（HKT48）
- 神志那結衣（元HKT48）
- 渕上舞（HKT48）
- 坂本愛玲菜（HKT48）
- 外薗葉月（元HKT48）
- 山下エミリー（元HKT48）
- 松岡はな（元HKT48）
- 地頭江音々（HKT48）
- 山田健登（10神アクター）
- 中島裕貴（10神アクター）
- 吉田玲哉（元BOYS AND MENエリア研究生、RAKK）
- 新木さくら（LinQ）
- 内田夕雅/偉舞喜雅（中野風女シスターズ、風男塾）
- KANIKAPILA
- YU （NEXZ）

### ダンサー
- 高野洸（Dream5）
- 藤原樹（THE RAMPAGE from EXILE TRIBE）

### その他
- 古川真人 - 作家（第142回芥川龍之介賞受賞）
- 山本道 - 舞台俳優（劇団四季所属）
- 瀬戸真吾 - お笑い（ワンピストンズ）
- Joey(モデル)